# Record FM
Record FM é uma rede de rádio portuguesa. Sua estação geradora, lançada em 2007, localiza-se na freguesia de Oeiras e São Julião da Barra, Paço de Arcos e Caxias, município de Oeiras, distrito de Lisboa, e desde 2017 passou a ter quatro filiais em outras regiões do país. Pertence ao Grupo Record, conglomerado de mídia brasileiro que também controla a RecordTV Europa.